# I'll Make U Famous
Albums de Da Youngsta's
No Mercy
(1994)
Singles
1. I'll Make U Famous
Sortie : 1995
2. Bloodshed and War
Sortie : 1995
3. Verbal Glock
Sortie : 1995
4. Everyman 4 Theyself
Sortie : 1995

I'll Make U Famous est le quatrième et dernier album studio de Da Youngsta's, sorti le 7 novembre 1995. 

## Liste des titres
| No  | Titre                                             | Contient un (des) sample(s) de                                                            | Durée |
| --- | ------------------------------------------------- | ----------------------------------------------------------------------------------------- | ----- |
| 1.  | I'll Make U Famous (featuring Kim Branch)         | Big Poppa de The Notorious B.I.G. Can't Knock the Hustle de Jay-Z featuring Mary J. Blige | 4:03  |
| 2.  | Bloodshed and War (featuring Mobb Deep)           |                                                                                           | 5:00  |
| 3.  | Everyman 4 Theyself                               | Shook Ones Part II de Mobb Deep One Love de Nas featuring Q-Tip                           | 4:34  |
| 4.  | Gotta Get Da Cheese                               | Floating Through Space de Lonnie Liston Smith                                             | 4:08  |
| 5.  | U R Everything (featuring Kim Branch)             | You Are Everything des Stylistics                                                         | 3:54  |
| 6.  | Bad 2 Da Bone                                     | Born 2 Live d'O.C.                                                                        | 4:54  |
| 7.  | Verbal Glock                                      |                                                                                           | 3:57  |
| 8.  | 24 Hrs. 2 Live                                    |                                                                                           | 5:17  |
| 9.  | Incredible                                        | No Sooner Said Than Done de George Benson How Many MC's... de Black Moon                  | 3:57  |
| 10. | Murda                                             |                                                                                           | 3:31  |
| 11. | If I Had A Million                                |                                                                                           | 3:39  |
| 12. | I'll Make U Famous (Remix) (featuring Kim Branch) | Nite and Day d'Al B. Sure!                                                                | 4:04  |
| 13. | Bloodshed and War (Remix) (featuring Mobb Deep)   |                                                                                           | 5:27  |